# Канализационный социализм

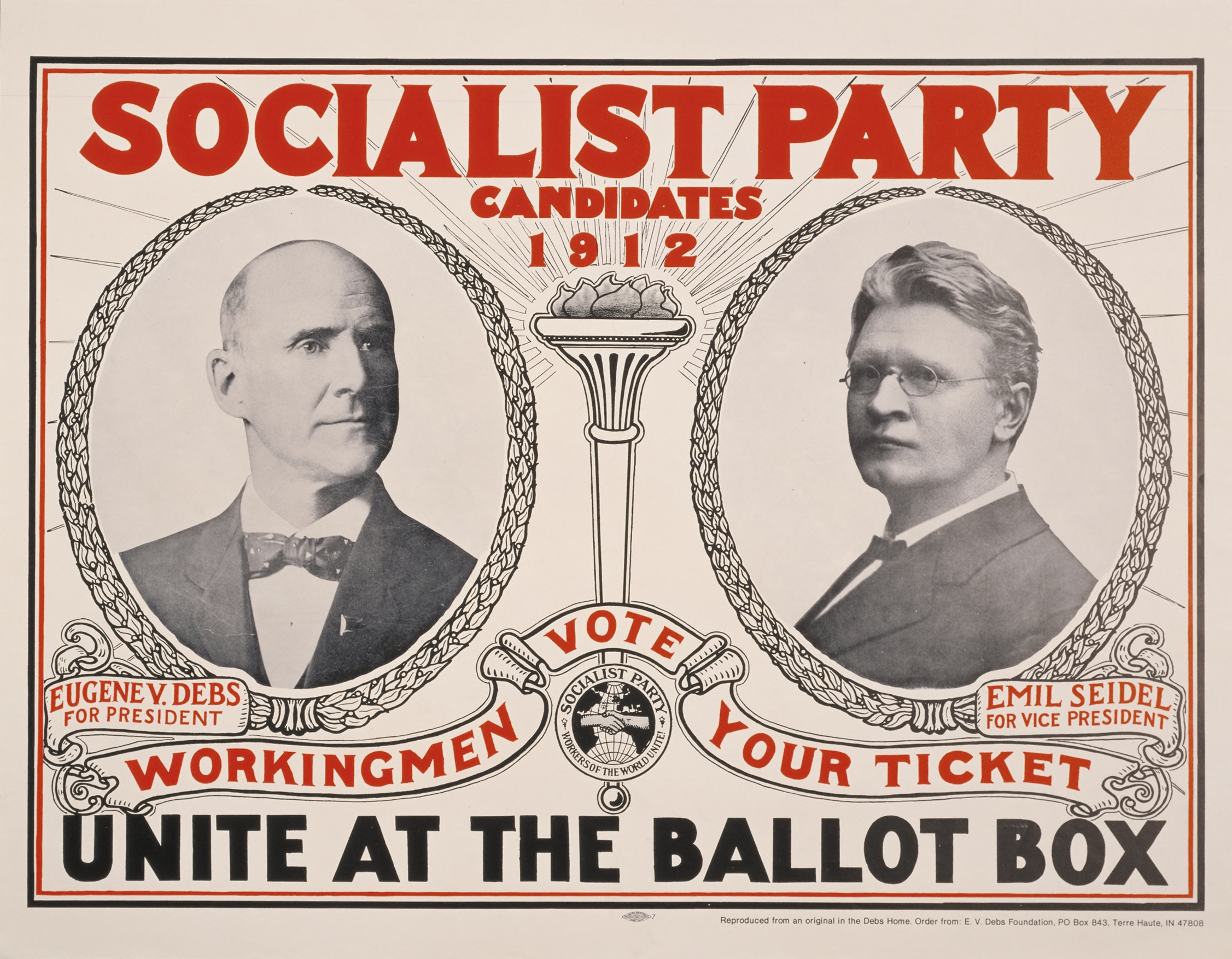
Предвыборный плакат социалистов перед выборами 1912 года: кандидат в президенты Юджин Дебс изображён слева, а кандидат в вице-президенты Эмиль Зейдель — справа

Канализационный социализм (англ. Sewer socialism) — термин, используемый для характеристики американского социалистическое движения, сосредоточенного в городе Милуоки в штате Висконсин с 1892 по 1960 годы. Сторонники движения отдавали предпочтение стремились реформировать существовавшую капиталистическую систему, а не избавится от неё посредством революции. Такие социалисты стремились организовывать городские системы водоснабжения и электроснабжения и улучшать образовательные возможности для населения. Одним из ведущих представителей движения был лидер консервативного крыла Социалистической партии Америки Виктор Бергер. Термин был придуман Моррисом Хиллквитом на съезде социалистов в 1932 года для описания социалистов Милуоки и системы общественной канализации в городе, которая была организована их усилиями и которые ею гордились.

## История
Канализационные социалисты боролись за очищение того, что они считали «грязным и осквернённым наследием промышленной революции». Виктор Бергер был одним из главных сторонников движения. Он был австрийским евреем-иммигрантом и издавал ежедневные газеты на английском и немецком (в Висконсине жило много немцев), распространяя их бесплатные экземпляры в Милуоки перед выборам. В 1910 году он стал первым из двух социалистов 20-го века, избранных в Палату представителей, представляя 5-й избирательный округ Висконсина (вторым был Мейер Лондон из Нью-Йорка). Он был переизбран в 1918 году, но не смог занять своё место за публичные высказывания против вмешательства США в Первую мировую войну. Были назначены дополнительные выборы, на которых Бергер снова одержал победу, но снова не смог войти в состав Конгресса. Позднее он снова избрался в 1923 и работал в Конгрессе до 1929 года; за время своего пребывания в должности Бергер внёс некоторые предложения, которые впоследствии были приняты, таких как пенсии по старости, страхование по безработице и социальное жильё. Жена политика Мета Бергер также участвовала в социалистическом движении и способствовала улучшению условий труда учителей.
В 1910 году социалисты выиграли большинство мест в городском совете Милуоки и окружном совете. Политик Эмиль Зейдель стал первым социалистическим мэром крупного города в США и вскоре был выдвинут на пост вице-президента от Социалистической партии Америки на выборах 1912 года, когда социалисты набрали 6% голосов. Несмотря на это, Зейдель проиграл выборы мэра в том же году из-за того, что демократы и республиканцы объединили свои силы против него. В 1916 году в городе был избран новый мэр-социалист, Дэниел Хоан, который оставался на своем посту до 1940 года. Социалисты так и не восстановили полный контроль над местным самоуправлением, но они продолжали оказывать большое влияние до поражения Хоана в 1940 году. Канализационные социалисты избрали еще одного мэра того же города, Фрэнка Зайдлера, который занимал свой пост до 1960 года.